# جانشین
جانشین (انگلیسی: Vicar) یا علی‌البدل به معنی یک نماینده، معاون یا جایگزین می‌باشد، در اصطلاح عام به معنی هر کسی است که از جانب مقام بالاتر به عنوان نیابت و در مفهوم کلی نایب انتخاب می‌گردد، در زبان به عنوان قائم مقام، هم ریشه با معاون در زبان انگلیسی است، این عنوان در تعدادی از زمینه‌های کلیسای مسیح، بلکه به عنوان یک منصب اداری یا برای اصلاحات در امپراتوری روم قابل تفویض و کاربرد داشت، علاوه بر این در امپراتوری مقدس روم، به عنوان یک نماینده محلی امپراتور هم شناخته شده و حتی گاهی مثل عنوان آرشیدوک